# When the Light Comes
 When the Light Comes (Licht a Bèlgica, Die Stunde des Lichts a Alemanya i Waar blijft het licht als Països Baixos) és una pel·lícula germano-neerlandesa-belga romàntica dramàtica i d’aventures del 1998dirigida per Stijn Coninx, i protagonitzada per Francesca Vanthielen, Joachim Król i Rick Engelkes. La pel·lícula es basa en una autobiografia de l'estudiant d'Amsterdam de 19 anys Heleen van der Laan que va passar l'hivern a Svalbard vivint amb un caçador de pells. Va ser adaptat per a la pantalla amb l'ajuda de Jean van de Velde. Bàsicament una història d'amor ambientada al nord d'Escandinàvia, la pel·lícula té "temes d'aïllament, convivència forçada i construcció de relacions entre dues persones totalment diferents en condicions de vida extremadament dures". La banda sonora va ser composta per Dirk Brossé i la pel·lícula va ser produïda per Favourite Films i distribuïda per Concorde Film.

## Argument
La jove Ellen decideix fer un viatge en vaixell a Svalbard al nord de Noruega. Acaba vagant per Spitsbergen, on passa l'hivern en una cabana en un fiord envoltat de glaceres. Comparteix una cabana amb un caçador noruec anomenat Lars mentre intenta adaptar-se al clima perillós i s'enfronta a perills com la lluita contra l'ós polar.

## Repartiment
- Francesca Vanthielen com a Ellen
- Rick Engelkes as Robbert
- Joachim Król com a Lars
- Reidar Sørensen com a Ragnar
- Rodney Beddall com Jaromir
- Marit Bolling com a venedora
- Karin Lunden com Irina
- Morten Røhrt com a pilot 1
- Per Skjølsvik com a pilot 2
- Yana Yanezic com a Gaumata

## Producció
La pel·lícula es va rodar en 35 mm al nord de Noruega i Islàndia. l'Aeroport d'Amsterdam-Schiphol també va aparèixer a la pel·lícula. El director Coninx descriu la pel·lícula com "Una petita història en un gran escenari". Va dir en neerlandès: "Ho vam fer de diferents maneres. Com un somni, per exemple, o com una aposta. Molts homes no entendran aquesta noia. En triar aquesta forma aventurera i els personatges, lluny del bullici i l'estrès de la societat. forçant-los d'una manera diferent i més clara de mirar-se. Llavors la natura exerceix, i sobretot la llum que hi ha a l’estany a mesos de distància, una forta influència sobre l'home i la dona. Fent aquestes connexions en la història, els esforços per al públic mirar d'una certa manera, va fer que aquesta pel·lícula sigui dura, molt més difícil que Daens." Va descriure el director de fotografia Theo Bierkens com un "mag increïble". La pel·lícula es va produir en anglès, però també es va estrenar una versió noruega i russa.

## Llançament i recepció
La pel·lícula es va estrenar principalment per al mercat internacional. La pel·lícula es va projectar al Festival Internacional de Cinema de Mar del Plata a Argentina, i va guanyar diversos premis a Bèlgica i diversos premis internacionals. Al Festival de Cinema Independent de Biberach a Biberach an der Riß, la pel·lícula va guanyar el premi del jurat internacional i el premi a la millor producció. Francesca Vanthielen va guanyar el Premi del Jurat al Festival de Cinema de Ginebra. També va guanyar el premi del públic al Festival Internacional de Cinema de Tromsø el 1999.
Henk Ten Berge del De Telegraaf va descriure la pel·lícula com "una de les pel·lícules més estranyes mai produïdes per un holandès" i una "aventura estranya", però va elogiar la cinematografia. Filmkrant va dir que la relació entre Ellen i el caçador noruec "no era tan emocionant", va descriure Lars com un "excèntric bastant maldestre que amb prou feines sembla parlar ni una paraula d'anglès", però va dir que el personatge va ser "interpretat de manera emotiva" per l'actor alemany Joachim Król. Film Krant també va creure que l'escena de l'ós polar, tot i que era emocionant, desviava l'atenció de l'espectador de la seva relació en desenvolupament, però va elogiar la fotografia. de la pel·lícula de Theo Bierkens, descrivint-la com a "verdaderament aclaparadora". Positif la va anomenar "robinsonada ecològica". Marceau Verhaeghe de Cinergie va lloar la delicadesa i la intel·ligència del guionista Jean van de Velde, i de la mateixa manera l'experiència i el talent de Coninx, a qui va descriure en francès com un "cineasta excepcional" que "ens regala una pel·lícula entranyable, que aprofita fins i tot aspectes anecdòtics... per enriquir encara més la història. Una història de tensions, proves, però també tendresa, humor i amor. En resum, una molt bona història de cinema." La banda sonora del millor compositor flamenc de música de pel·lícules Dirk Brossé ha estat citada com una de les seves millors obres.